# Alfa Romeo AF/Ansaldo
Alfa Romeo AF/Ansaldo – typ włoskiego trolejbusu, który wyprodukowano m.in. dla systemu trolejbusowego w Moście i Litvínovie.

## Konstrukcja
Przy budowie trolejbusu współpracowały dwa zakłady: Alfa Romeo wyprodukowała część mechaniczną trolejbusu (podwozie i karoserię), firma Ansaldo–San Giorgio dostarczyła wyposażenie elektryczne. Trolejbus Alfa Romeo AF wyposażony był w stalową karoserię samonośną, obłożoną blachami. Przód i tył trolejbusu wykonano z paneli aluminiowych mocowanych do ramy za pomocą śrub. Dostęp do wnętrza umożliwiało dwoje harmonijkowych drzwi umieszczonych z prawej strony nadwozia. Miejsca siedzące zamontowano w poprzek do linii okien.
Jedyny trolejbus tego typu na terenie Czech, który zakupiono w 1950 r. a który dostarczono cztery lata później, kursował w Moście i Litvínovie.

## Dostawy
| Państwo | Miasto          | Typ                   | Lata dostaw | Liczba | Numery taborowe |       |
| ------- | --------------- | --------------------- | ----------- | ------ | --------------- | ----- |
| Czechy  | Most – Litvínov | Alfa Romeo AF/Ansaldo | 1954        | 1      | 115             | [ 1 ] |

Trolejbus wycofano z eksploatacji z powodu likwidacji sieci trolejbusowej łączącej Most z Litvínovem w 1959 r.